# Butaandion
Butaandion of 2,3-butaandion is een natuurlijk bijproduct van de gisting. Het is een vicinaal diketon, de twee carbonylgroepen zitten direct naast elkaar. De nummer-aanduiding voor de naam is niet noodzakelijk, omdat het niet mogelijk is een diketon met 4 koolstofatomen op andere plaatsen dan de 2- en de 3-plaats van een carbonylgroep te voorzien.

## Voorkomen in voedsel
Butaandion is, samen met acetoïne, een van de componenten die boter zijn karakteristieke smaak geven. Om deze reden wordt de stof toegevoegd aan producten op basis van plantaardige oliën en vetten die een boterachtige smaak moeten hebben. Samen met bètacaroteen voor de kleur, zorgen deze stoffen ervoor dat margarine er enigszins als boter uitziet en er ook nog enigszins naar smaakt. Zonder deze toevoegingen is het product vrijwel smaakloos.
Butaandion kan tijdens het brouwen van bier ontstaan als bijproduct dat voor een deel weer verdwijnt tijdens het lageren van het bier.

## Toxicologie en veiligheid
In de Verenigde Staten heeft het National Institute for Occupational Safety and Health - Nationaal Instituut voor Veiligheid en Gezondheid in relatie met de Werkplek (vergelijkbaar met het Nederlandse ARBO) - zich met de stof beziggehouden. Het instituut heeft het vermoeden uitgesproken dat er een relatie bestaat tussen butaandion, gebruikt als kunstmatig boteraroma (zoals het in veel voedingsmiddelen voorkomt), en de longziekte bronchiolitis obliterans. Dit is een zeldzame, maar ernstige longziekte. Het risico is vooral groot als de stof wordt verhit en er gedurende een lange periode in de dampen wordt gewerkt.
Bij meerdere arbeiders, werkzaam in fabrieken waar met kunstmatig boteraroma gewerkt werd, is deze longziekte vastgesteld. De diagnose is opmerkelijk vaak gesteld bij jonge, niet-rokende mannen die verder gezond waren. Voor de ziekte is, behalve longtransplantatie, geen remedie.
Door een aantal artsen is de naam popcornlong voorgesteld (in popcorn wordt veel gebruikgemaakt van butaandion), anderen stellen een alternatieve benaming voor: butaandion-geïnduceerde bronchiolitis obliterans. Dit is vooral omdat arbeiders in elke tak van industrie waarin met butaandion gewerkt wordt een risico lopen deze ziekte te ontwikkelen.
Nadat arbeiders een aantal rechtszaken tegen de fabrikanten waren begonnen, is door het United States Environmental Protection Agency (de Amerikaanse milieudienst) een onderzoek gestart naar de chemische eigenschappen van het boteraroma dat in magnetronpopcorn gebruikt wordt. In maart 2004 is een man schadevergoeding van 20 miljoen dollar toegekend wegens permanente longschade, opgelopen tijdens zijn werk. Op 19 juli 2005 werd een andere arbeider in een popcornfabriek in Missouri 2,7 miljoen dollar toegekend voor zijn eis tot schadevergoeding voor ademhalingsproblemen veroorzaakt door butaandion.
In Californië zijn er twee wetten van kracht met betrekking tot het volledig verbannen van butaandion als kunstmatig boteraroma.